# 延松映画社
延松映画社（えんしょうえいがしゃ、1925年 設立 - 1926年 活動停止）は、かつて日本に存在した映画会社である。松竹から一派をつれて独立した俳優の実川延松が設立し、当初は同時期にインディペンデント系の映画会社を設立した映画監督の中川紫郎や牧野省三、小説家の直木三十五らの映画に一派で出演していたが、のちに自主製作を行い、実川自身も監督業に乗り出した。

## 略歴・概要
天然色活動写真（天活）、帝国キネマ演芸（帝キネ）、松竹下加茂撮影所で活躍していた俳優の実川延松が、1925年（大正14年）3月、俳優の嵐橘太郎、尾上多見右衛門、玉木光子ら一派をつれて松竹を退社、設立したのがこの「延松映画社」である。
このまったく同時期に、帝キネ時代に実川の出演作を監督していた中川紫郎も独立し、奈良市内に「中川映画製作所」を設立、撮影所を建設しており、また同市内では映画製作に意欲を燃やす直木三十五（当時「直木三十三」）が「連合映画芸術家協会」を設立しており、同時期に東亜キネマから独立して、マキノ・プロダクションを起こした牧野省三が密接に関わっていた。
設立当初は、彼らの製作する作品に実川以下一派が出演するという参加の仕方であったが、翌1926年（大正15年）、「マキノ・プロダクション鷲尾撮影所」が製作した『性の争奪』を実川自身が主演、監督するに至り、同年には「延松映画社」も自社製作に乗り出した。実川が監督・主演した『丹生島』、マキノ・プロダクションの牧野が「総指揮」を執り、芝一美が監督、実川が主演した『怪刀乱舞』の2本である。『丹生島』は同年3月8日に博多の「寿座」などで、『怪刀乱舞』は1週後の同年3月19日に東京・日本橋区の「魚河岸キネマ」などでそれぞれ公開された。
この2作を発表すると同社は活動を停止し、翌年の1927年（昭和2年）には、実川らは帝キネに戻り、「延松映画社」はその短いインディペンデント活動を終えた。

## フィルモグラフィ
1926年
- 丹生島　監督・主演実川延松、原作北藤順一、脚本食満南北、撮影寺浦潔
- 怪刀乱舞　総指揮マキノ省三、監督芝一美、原作・脚色小国狂二、撮影川尻嘉夫、主演実川延松

## 関連事項
- 松竹下加茂撮影所
- マキノ・プロダクション （牧野省三）
- 連合映画芸術家協会 （直木三十五）
- 中川映画製作所 （中川紫郎）
- 帝国キネマ

## 註
1. ↑  『日本映画俳優全集・男優編』（キネマ旬報社、1979年）の「実川延松」の項（p.268）を参照。同項執筆は田中純一郎。